# Alegorie měsíců (Lysá nad Labem)
Alegorie měsíců ilustrují s jakou činností  si tehdejší lidé v letech 1734–1735, kdy zmíněné sochy vznikaly, mohli jednotlivé měsíce spojovat. Tyto sochy lemují hlavní střední osovou cestu zámeckého parku v Lysé nad Labem. Autorství lze u těchto soch zcela jistě připsat dílně Matyáše Bernarda Brauna. Jako konkrétní autor je často uváděn „Sochař z Benátek". Dle obecného soudu byl oním „Sochařem z Benátek", František Adámek. Ten pouze realizoval v kameni modely slavného Matyáše Bernarda Brauna, který ač byl původně ke zhotovení  díla vyzván, úkol nepřijal nejspíše kvůli své pokračující nemoci. Sochy jsou zhotoveny z jemnozrnného křemenného pískovce z okolí Brandýsa nad Labem. K lepší interpretaci soch nám pomáhají dnes už místy špatně čitelné a jinde dokonce nečitelné veršované nápisy v německém jazyce na stranách soklu. Soubor soch je součástí památkově chráněného zámeckého areálu.

## Alegorické sochy měsíců

### Alegorická socha Leden
Alegorie Ledna má podobu starého pohublého muže s dlouhým plnovousem. Oděn je do zřasených kalhot delšího kabátku lemovaného kožešinou a do pláště. Kabát má  v pase přepásán. Určitou zvláštností je, že kabátek má krátký rukáv, což nekoresponduje s lednovým počasím. Na hlavě má stařec posazenou čepici lemovanou kožešinou. Na nohách má nazuté vysoké ochraňovací boty, jenž mu sahají až pod kolena. Dále u jeho levé nohy vidíme  kouřící ohřívadlo s prořezávanými vzory hvězd a křížků. Celá figura je komponována do složitého postoje kombinujícího taneční nakročeni s barokní modifikací kontrapostu. Pohyb kyčlí se poté odráží zejména v extrémním zalomení v koleni levé nohy. Tuto nepřirozenou manýru můžeme nalézti i u jiných soch z lyského souboru, například u alegorie Března. Levou ruku zdvihá nad svou hlavu, aby si přetáhl cíp pláště přes hlavu. V pravé ruce drží těžko identifikovatelný ovál, nebo kartuš. Tento ovál, vyskytující se i u alegorie Ohně, by se snad dal také interpretovat jako zrcadlo, v němž se zračí, co přinese příští rok. Jelikož je na počátku roku sníh a led, má na sobě stařec teplý kabátec a u nohou kouřící ohřívadlo, aby tyto strasti počasí překonal živ a zdráv.

### Alegorická socha Únor
Měsíc Únor symbolizuje postava ženy. Oděna je do přiléhajícího šatu, který je v pase podobně jako u Ledna přepásán a do pláště. Celá drapérie je zvlněna zcela nahodile. Celá figura zaujímá složitý postoj kombinující taneční nakročeni s barokní modifikací kontrapostu. V pravé ruce drží mísu s koblihami, či koláči, kterou opírá o svůj bok. U její levé nohy můžeme spatřit oškubanou husu a dvě kuřata. Za její pravou odlehčenou nohou nalezneme ležící soudek, škopek a připravený rožeň s napíchnutým kuřetem a kouskem masa. Tyto atributy zpodobňují nápis na podstavci ve kterém se říká, že únor je měsícem rozvernosti a radosti, jenž zahání smutek a zve k bohaté tabuli a k tanci. V barokním období byl totiž měsíc Únor spojován zejména s karnevalovým veselím. Bez zajímavosti není určitě pojetí figurace postavy. Pohyb zdvižené levé ruky a pohyb přednožené, odlehčené a podložené nohy jakoby odkazoval k určité taneční figuře, nebo také k výzvě ženy k tanci. Dle Adamce se však žena svým dychtivým pohledem a  gestem lehce zdvižené levé ruky pouze ptá, co si kdo dá za dobroty. Krásu tohoto měsíce můžeme nalézt také v usměvavé ženské tvářičce, která vzdáleně připomíná jedinečnou estetiku kukských alegorií Ctností a Neřestí. Přitažlivost ztvárněné ženské postavy dotváří ještě  kadeře, jenž má půvabně vázané do drdůlku a zdobené pentlí.

### Alegorická socha Březen
Březen, to je mužská postava vojáka s čapkou, která se opírá o nejrůznější vojenské atributy. Voják je oblečen do elegantní vojenské uniformy, z části zapnuté detailně ztvárněnými knoflíky. Celý vojenský kabátec má poté ještě přepásán stylovým páskem. Usměvavou tvář vojáka zdobí knír a zpod čepice vidíme jeho krásné kudrnaté kadeře. Za jeho pravou nohou můžeme zhlédnout plátovou zbroj s helmicí a kartuš. Za vojákem nalezneme z frontálního pohledu téměř neviditelný sud se střelným prachem. V jeho levé ruce zdvižené na úroveň ramene spatříme pušku, o niž se voják opírá. Jsou to právě detaily, již zmíněné knoflíky, či působivě ztvárněná brašna a dýka zavěšená u pasu, jenž činí tuto sochu jedinečnou. Absence drapérie u Martiuse, která je podle Bašty často slabším článkem většiny lyských plastik,  umožňuje poté hodnotit tuto sochu jako jednu z nejdekorativnějších a nejvýpravnějších z celého souboru Měsíců. Postoj Března je komponován opět do složitého postoje kombinujícího taneční nakročení s barokní modifikací kontrapostu.Jak bylo řečeno již u sochy Ledna i zde se projevuje nepřirozená manýra v podobě extrémního zalomení pravého kolene, typická pro Braunovu dílnu v daném období. Latinský název Martius, jenž je odvozen od  jména boha války Marta nám částečně poskytuje odpověď na otázku, proč je Březen právě takto ztvárněn. Postava vojáka také poukazuje na to, že Březen byl časem odvodů k vojsku, měsícem verbování chlapců. Vojsku v této době totiž končilo období zimního klidu a znovu se chystalo na tažení do války.

### Alegorická socha Duben
Alegorii Dubna představuje mladá zahradnice s rýčem. Oděna je do pláště sepnutého páskou jdoucí přes ňadra tak, že můžeme obdivovat její ňadra v plné kráse. Na hlavě má žena posazen věnec z listí a plodů, jenž zdobí vlnité kadeře stejně jako u alegorie Února vázané do drdůlku. Postoj kombinující taneční nakročení s barokní modifikací kontrapostu, je i zde doplněn specifickým abnormálním pohybem dolních končetin. V levé ruce žena drží zdobně okovaný rýč, zatímco se pravou rukou opírá o košatou korunu citrusovníku, zasazeného do dřevěného čtyřmi pásy opásaného kořenáče. Postava zahradnice s keřem a rýčem nám přibližuje měsíc Duben jakožto období, kdy se do zámeckých zahrad vrací subtropické rostliny, které byly přes zimu pečlivě opatrovány v oranžériích. Tyto subtropické rostliny byly tehdy zastoupeny především citrusovými a palmovými stromy, tedy například i citrusovníkem, jenž můžeme spatřit u této alegorie. Čtvrtý měsíc v roce tak lze interpretovat, jakožto čas přípravy půdy pro novou vegetaci, kdy dochází k sázení stromků.

### Alegorická socha Květen
Měsíc lásky zpodobňuje téměř nahá žena. Socha stojí opět v typickém postoji, s nímž se setkáváme i u ostatních alegorií měsíců a to sice v postoji kombinujícím taneční nakročení s barokní modifikací kontrapostu. Levou rukou žena přidržuje kozu za rohy. V záhybech drapérie u pravé nohy můžeme poté spatřit košík s líhnoucími se kuřaty a slípkou. Kvočna na vejcích symbolizuje nový život. Dížka, jenž může posloužit k podojení kozy, poukazuje na hojnost potravy. K pochopení přesného smyslu této sochy nám pomáhá výborně dochovaný verš na dříku podstavce.

### Alegorická socha Červen
Alegorie Června je ztvárněna ženou, která stříhá ovci. V jejich zvlněných vlasech stažených do drdolu je posazen květinový věnec. Alegorická postava si levou rukou přidržuje ovci a zároveň jí opírá  o část kmene stromu. Ovečka má svázané zadní nohy. V pravé ruce žena svírá nůžky, pomocí kterých  krátí rouno ovčí. Figuru nahé ženy zakrývá pouze částečně plášť. I postava června zaujímá postoj kombinující taneční nakročení s barokní modifikací kontrapostu. V nápise na podstavci se hovoří o trpělivosti zvířete, která tak často chybí člověku, kterého někdy i sebemenší příkoří přivádí k hněvu.

### Alegorická socha Červenec
Červenec je vypodobněn usměvavou ženskou postavou. Bašta u této sochy upozorňuje  na pohyb horní poloviny těla. Alegorická postava Července totiž prudce otáčí horní polovinu těla za pravou rukou, což má za následek očividnou změnu postoje oproti ostatním sochám z měsíčního cyklu. Žena je oděna opět jen do pláště, který je vyveden přes záda a pravou ruku tak, aby zakryl nejintimnější partie něžného pohlaví. Celá drapérie je členěna množstvím miskovitých záhybů a nikterak kvalitativně nevybočuje z pojetí drapérií u jiných měsíčních soch. V levé ruce, jenž zdvihá žena vysoko nad hlavu, drží v hrsti květy. Pravou rukou je zapřena o máselnici a u její levé nohy je košík s květinami a věncem. Množství květin odkazuje na to, že je to právě období měsíce Července, kdy jsme svědky vrcholení kvetení rostlin v přírodě. Symbol máselnice zdůrazňuje dostatek kvalitního mléka v tomto období. V nápise na podstavci se dočteme, že nejlépe v horkém létě uhasí žízeň podmáslí.

### Alegorická socha Srpen
Poslední ženská socha v měsíčním cyklu zpodobňuje Srpen. Mladá žena je zahalena opět jen z části do mohutného pláště, který spíná páska jdoucí mezi ňadry. Drapérie je vedena znovu zpoza zad tak, aby zakryla srpnový klín. Alegorie Srpna je komponována do složitého postoje kombinujícího taneční nakročení s barokní modifikací kontrapostu. Zajímavé na jejím postoji je to, že prakticky opakuje zrcadlově otočený postoj alegorie Léta s tím rozdílem, že postava Léta drží atribut srpu jinak, nežli Srpen. V pravé ruce, jenž má zdviženou nad svou hlavu, drží žena srp určený ke sklizni obilí, což potvrzuje snop obilí za její pravou uvolněnou a přednoženou nohou. Před snopem z obilím můžeme ještě spatřit kartuš. Tuto kartuš žena přidržuje svou levou rukou. 
Za povšimnutí určitě stojí její krásné vlnité vlasy, spletené do drdolu a zdobené věncem spleteným z obilných klasů. Štíhlá a atraktivní žena se usmívá, protože je spokojena s bohatou úrodou obilí a s dostatkem chleba. Alegorie Srpna tak zdůrazňuje důležitost letní sklizně, žní probíhajících často ve zmíněném měsíci.

### Alegorická socha Září
Alegorie Září je vysochána jako postava muže, sejícího ozim. Muž je oděn do kabátu, zapnutého knoflíky. Kabát má v pase stažený a na okrajích potažený kožešinou. Na hlavě má kožešinovou čepici. V přítomnosti kožešiny na částech oděvu, můžeme sledovat chladnější zářijové počasí. Proto má také Září na svých nohách nazuté vysoké teplejší boty. Postoj postavy je, dá se říci totožný s měsíci předcházejícími. Rozsévač se pravou rukou rozpřahuje, aby rozešel sadbu, kterou má připravenou částečně v zástěře uvázané k pasu a dále v pytli se sadbou umístěného za jeho pravou nohou. Zástěru Září přidržuje levou rukou. Pohyb pravé odlehčené nohy, je tak přirozeným pohybem, jenž vykonává člověk, když pravou rukou rozhazuje sadbu. 
Mužovu tvář zdobí hustý plnovous. Zpod jeho čepice se derou delší kudrnaté vlasy. Muž je zhruba středního věku. Na rozdíl od usměvavých tváří půvabných žen, ztvárňujících předchozí měsíce, se u Září setkáváme s vážným výrazem ve tváři.
Určitým problémem u alegorie Září je popis charakteru, jenž zmíněný měsíc ztvárňuje. Zatímco Adamec v postavě muže vidí osobu příslušející svým oděvem ke střednímu stavu, či k bohatým sedlákům, si Bašta myslí, že jednoduchost jeho oděvu jasně odpovídá charakteru prostého venkovského rolníka. Zodpovědět dnes tuto otázku, není vůbec jednoduché, neboť studium kultury odíváni lidových vrstev raně novověké společnosti je u nás teprve na počátku.

### Alegorická socha Říjen
Na rozdíl od ostatních měsíců, které jsou ztvárněny reálnými postavami, zabývajícími se činností odpovídající danému měsíci, je měsíc Říjen ztvárněn jako mužská vousatá figura starce, jako Vertumnus držící oběma rukama roh hojnosti.   Adamec v této souvislosti hovoří o postavě staršího muže, který vzhledem ke svému oděvu skládajícího se pouze z pláště snad představuje někoho z doprovodu antického boha Bakchuse. Roh hojnosti je tvořen z hrušek, jablek a z hroznů vinné révy. Pod rohem hojnosti se nachází vinný sud, na kterém leží stejné ovocné plody jako v rohu hojnosti. Z různých ovocných delikates, můžeme poznat, že právě v Říjnu docházelo ke sklizni ovoce, zejména vinné révy. Říjen zaujímá složitý postoj kombinující taneční nakročení s barokní modifikací kontrapostu a manýristickou figurou serpentinatou.  Oděn je do mohutného pláště, který má sepnutý páskou. Páska je vedena přes jeho hruď, podobně jako u ženských postav. Plášť zakrývá především jeho klín. Na stáří postavy poukazují vlnité kadeře, které jsou již lehce prořídlé a také plnovous, spadající až na jeho hruď. Ve verších na podstavci se dočteme o víně a jeho účincích.

### Alegorická socha Listopad
Listopad symbolizuje myslivec. Na sobě má plášť. Drapérie pláště vytváří opět bohatství miskovitých a korýtkovitých záhybů. Na hlavě má lovecký klobouk, zdobený péry. U jeho pasu vidíme delší dýku, která sloužila k parforsnímu honu. Na fyzicky nejnáročnější formu lovu odkazuje i dvojice štíhlých loveckých psů, která se nachází u jeho nohou. Na nohách má nasazené vysoké boty. Myslivec vítězně zdvíhá své ruce ve kterých třímá trofeje, jenž na lovu ulovil. V levé ruce drží kachnu a v pravé zajíce. Listopad jako takový byl spojen především s hony a rybolovem. Spíže se před blížící se zimou naplňovaly zvěřinou a  rybami. Výskyt této lovecké figury v alegorickém souboru odkazuje také na jednu ze tří největších radostí, tehdejšího majitele panství, hraběte Františka Antonína Šporka. Šporkovými třemi největšími radostmi byly knihy, hudba a konečně lov.  V postoji Listopadu se opět setkáváme s nepřirozeným pohybem v partii kyčlí. Tvář poměrně mladého muže, kterou jako u jiných mužských postav ze souboru zdobí fešný knír, je svým výrazem dosti podobná postavě Března.

### Alegorická socha Prosinec
Poslední měsíc v roce má podobu silného muže. Oděn je pouze do rozevlátého pláště, který zakrývá jeho intimní partie a záda. Muž přidržuje ve svých rukou divoké prase, které má přehozené přes své pravé rameno. Mezi nohama má okovanou pokladnici. Prase poukazuje na to, že to byl prosinec, kdy se konaly zabíjačky, na což poukazuje i staročeské jméno měsíce, Prasinec. Pokladna poté odkazuje na peníze, jenž dobrý hospodář z prodeje dobytka, či vepře získá. Na hlavě muže můžeme spatřit zdobné kudrnaté kadeře a delší plnovous. Ke kvalitnější interpretaci tohoto měsíce, přispívají poměrně dobře zachovalé nápisy na podstavci.

## Fotogalerie

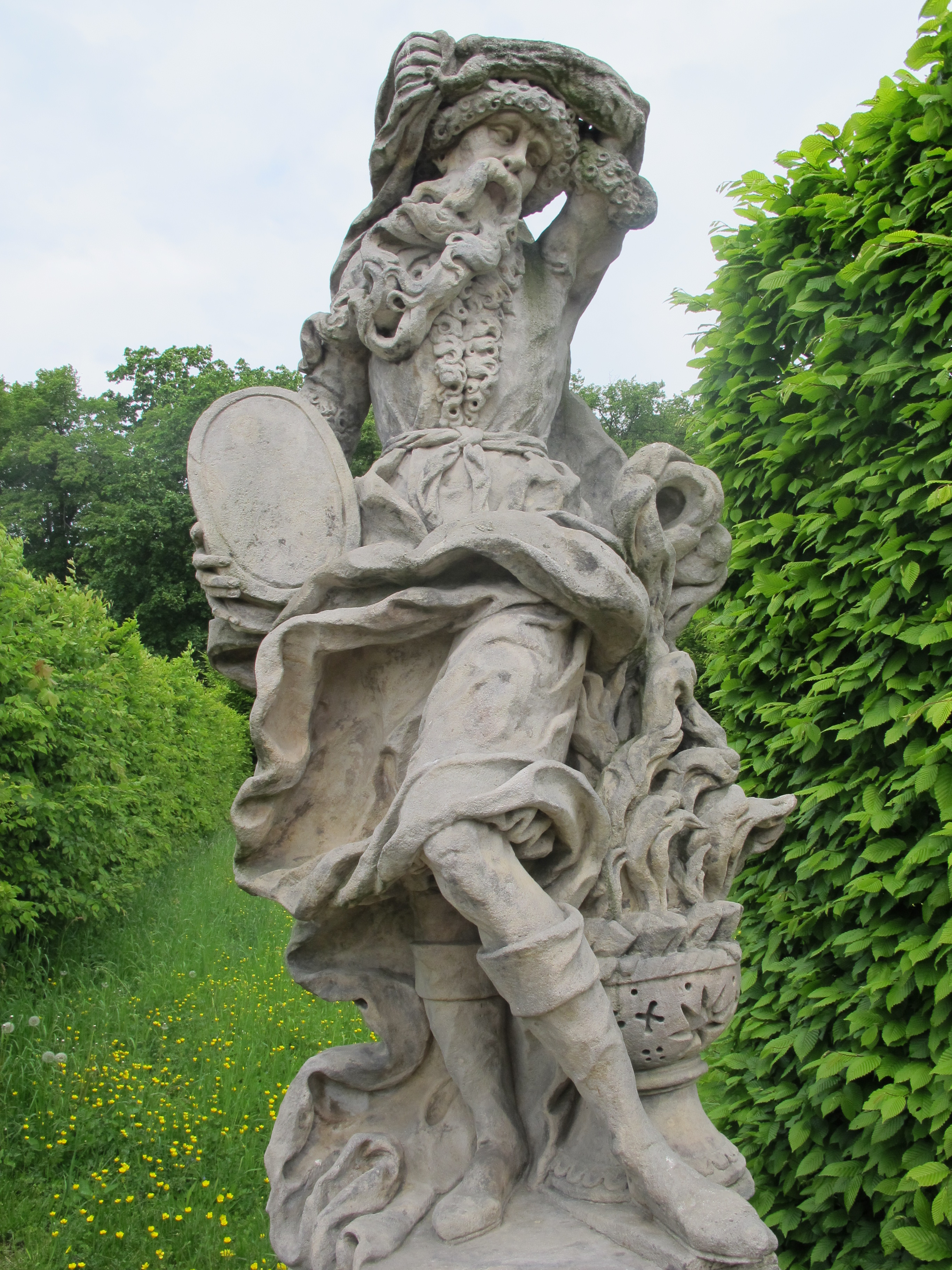
Alegorická socha Leden
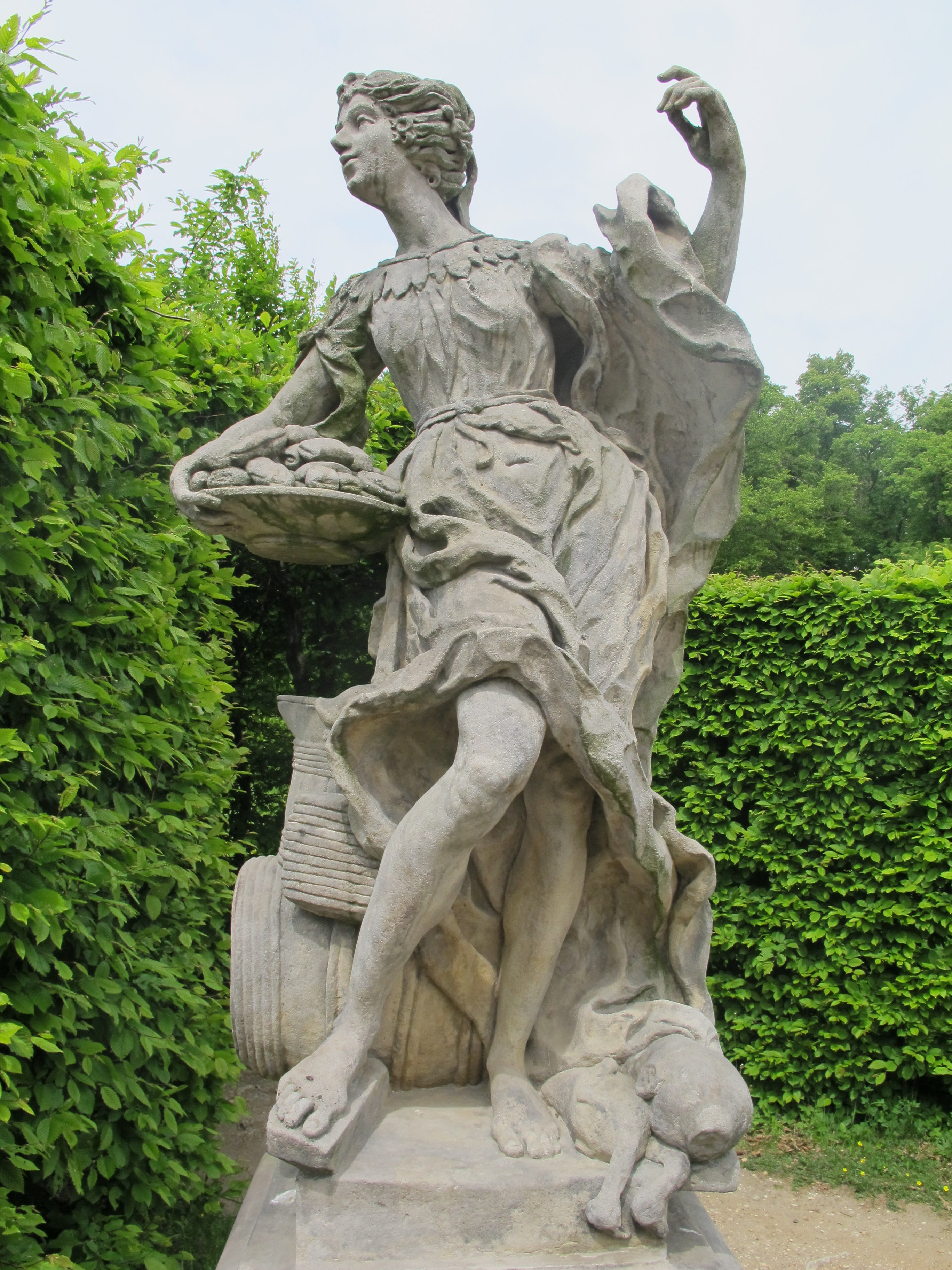
Alegorická socha Únor
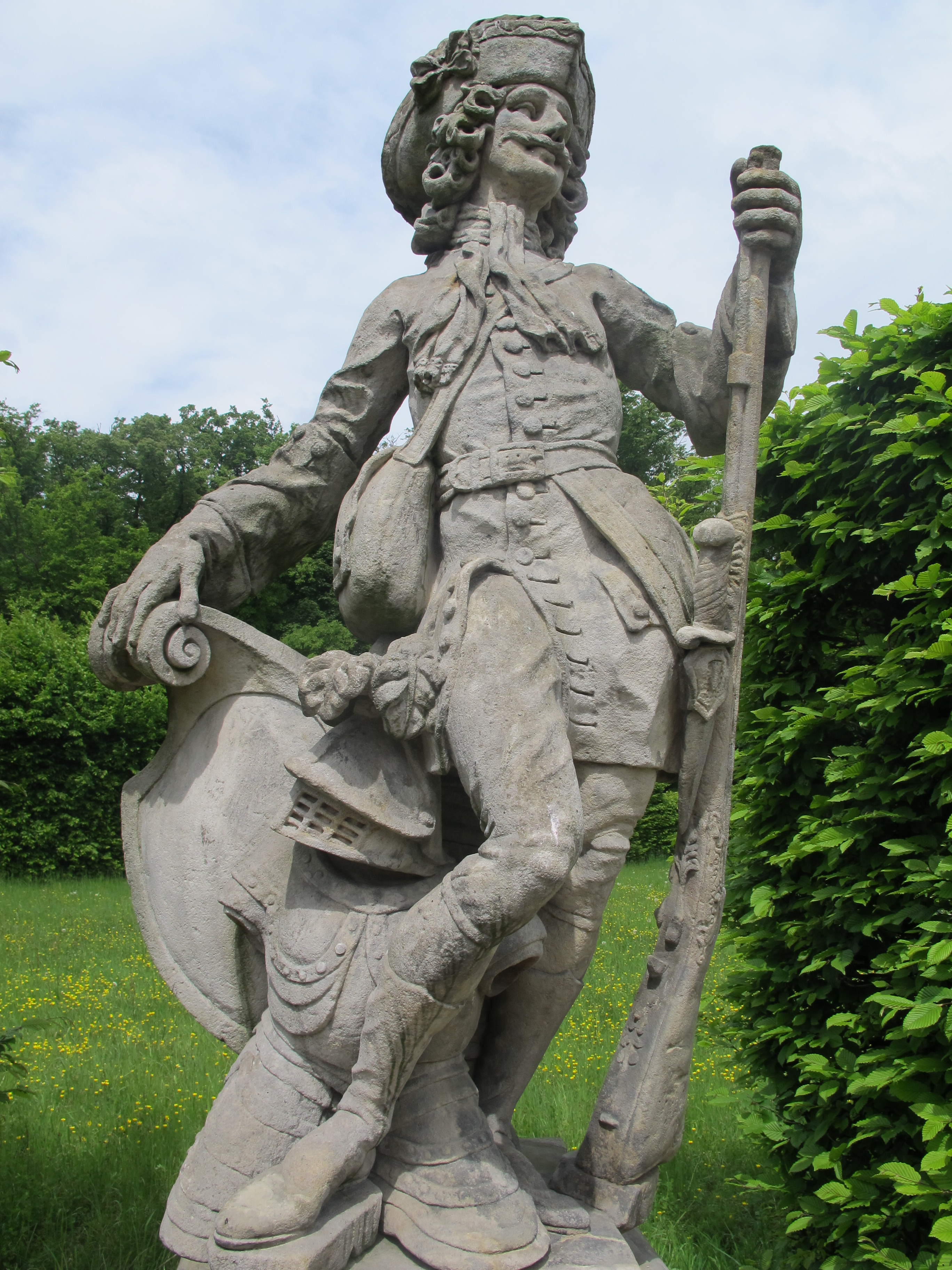
Alegorická socha Březen
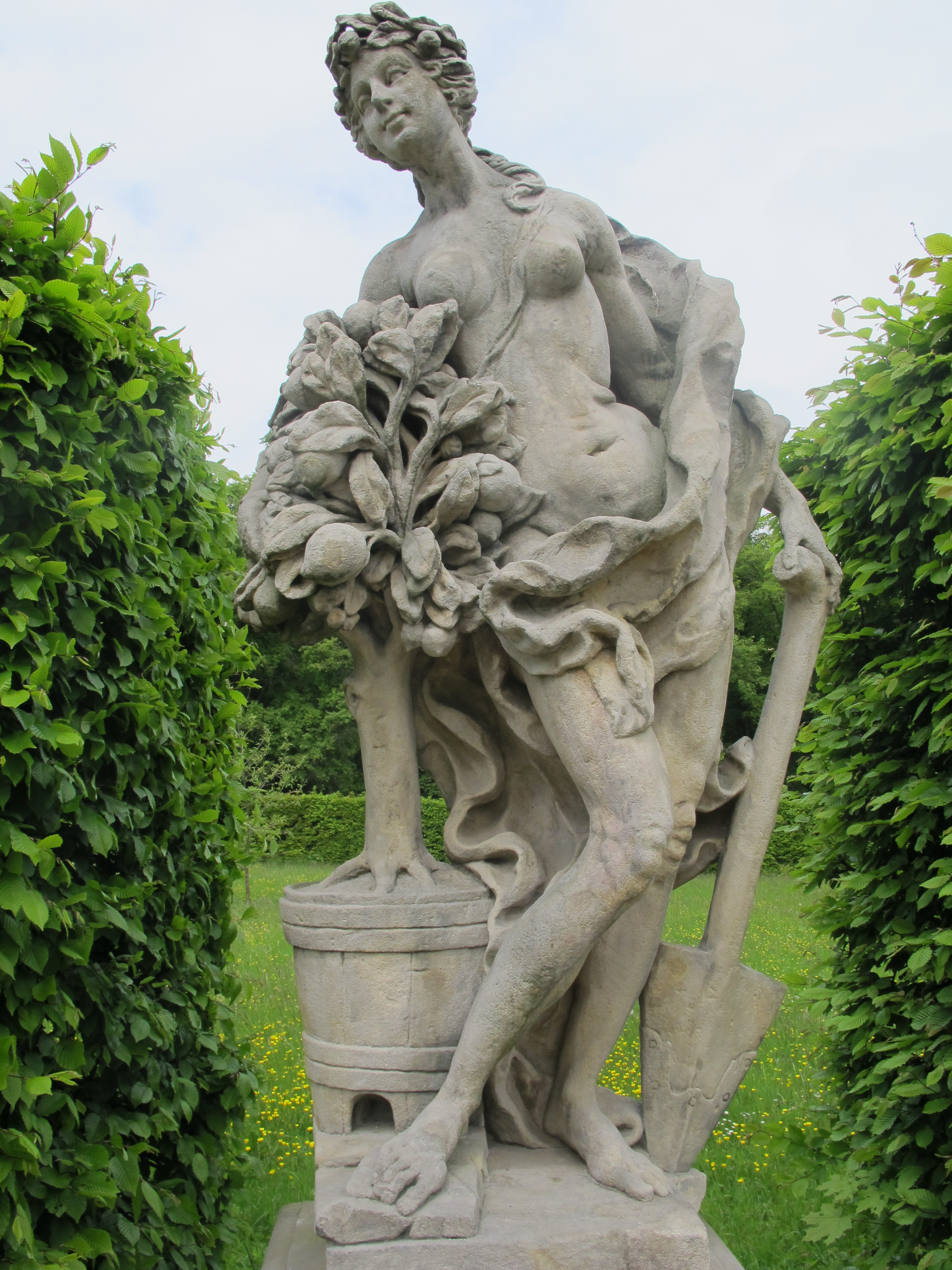
Alegorická socha Duben
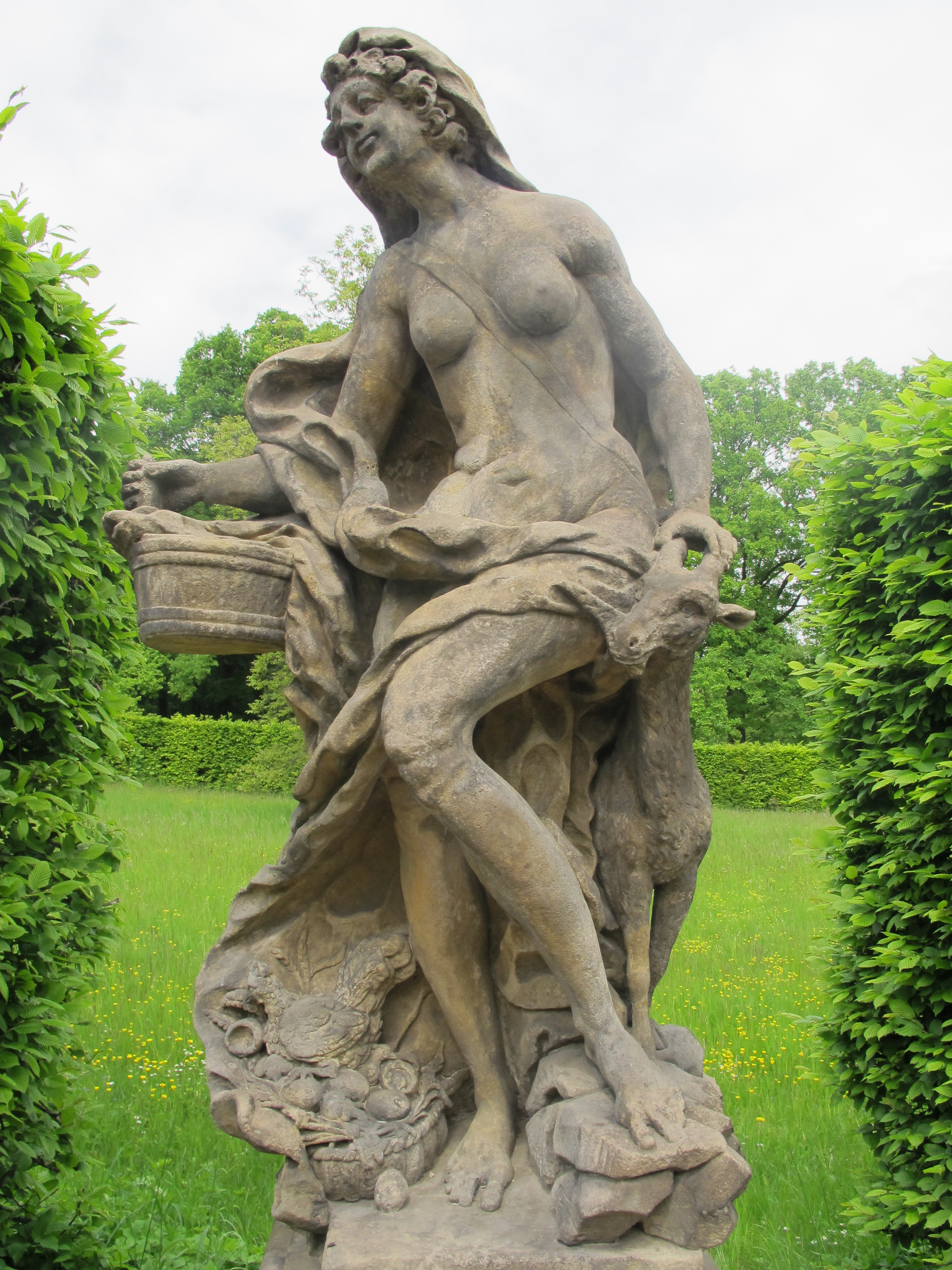
Alegorická socha Květen
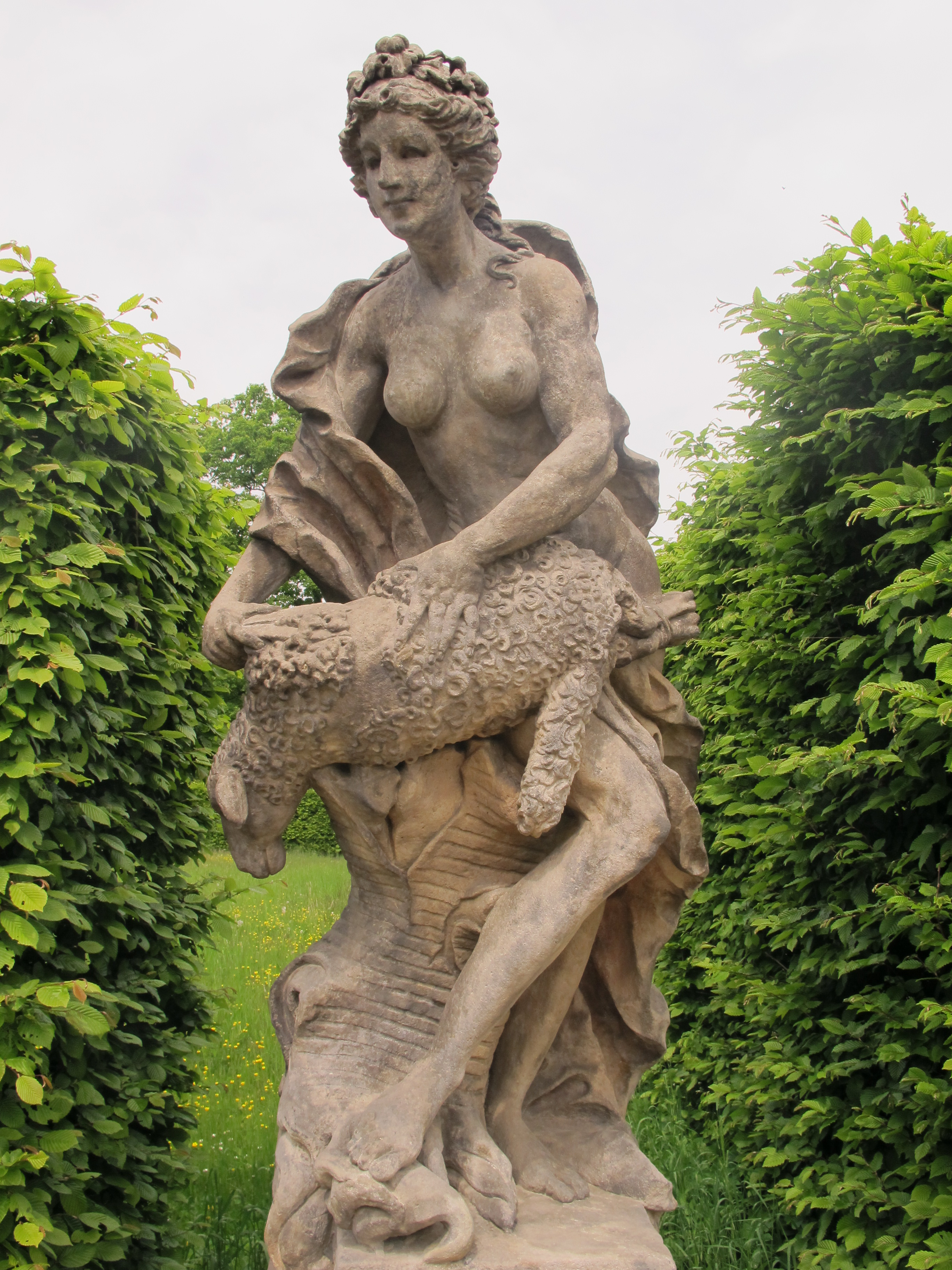
Alegorická socha Červen
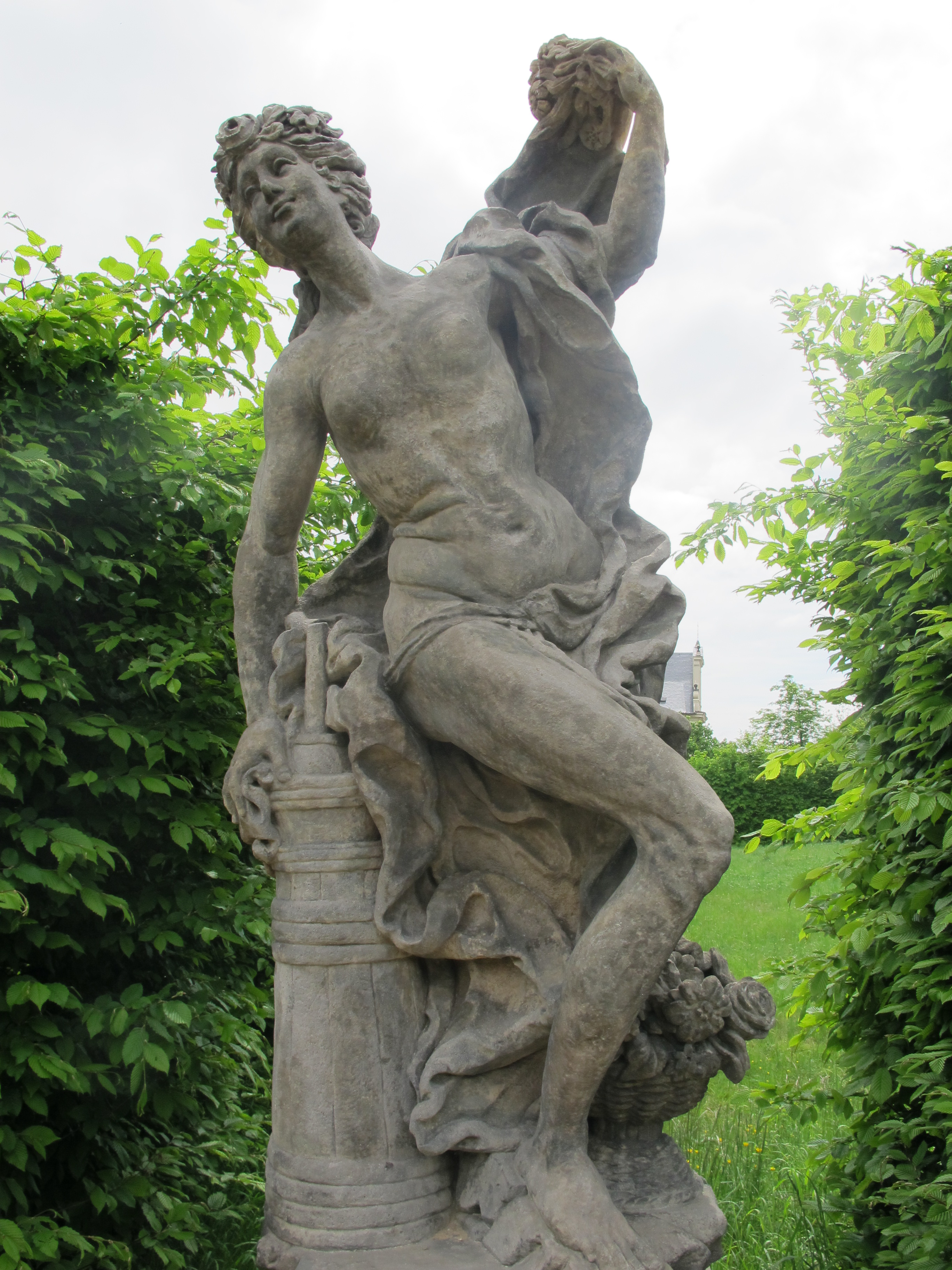
Alegorická socha Červenec
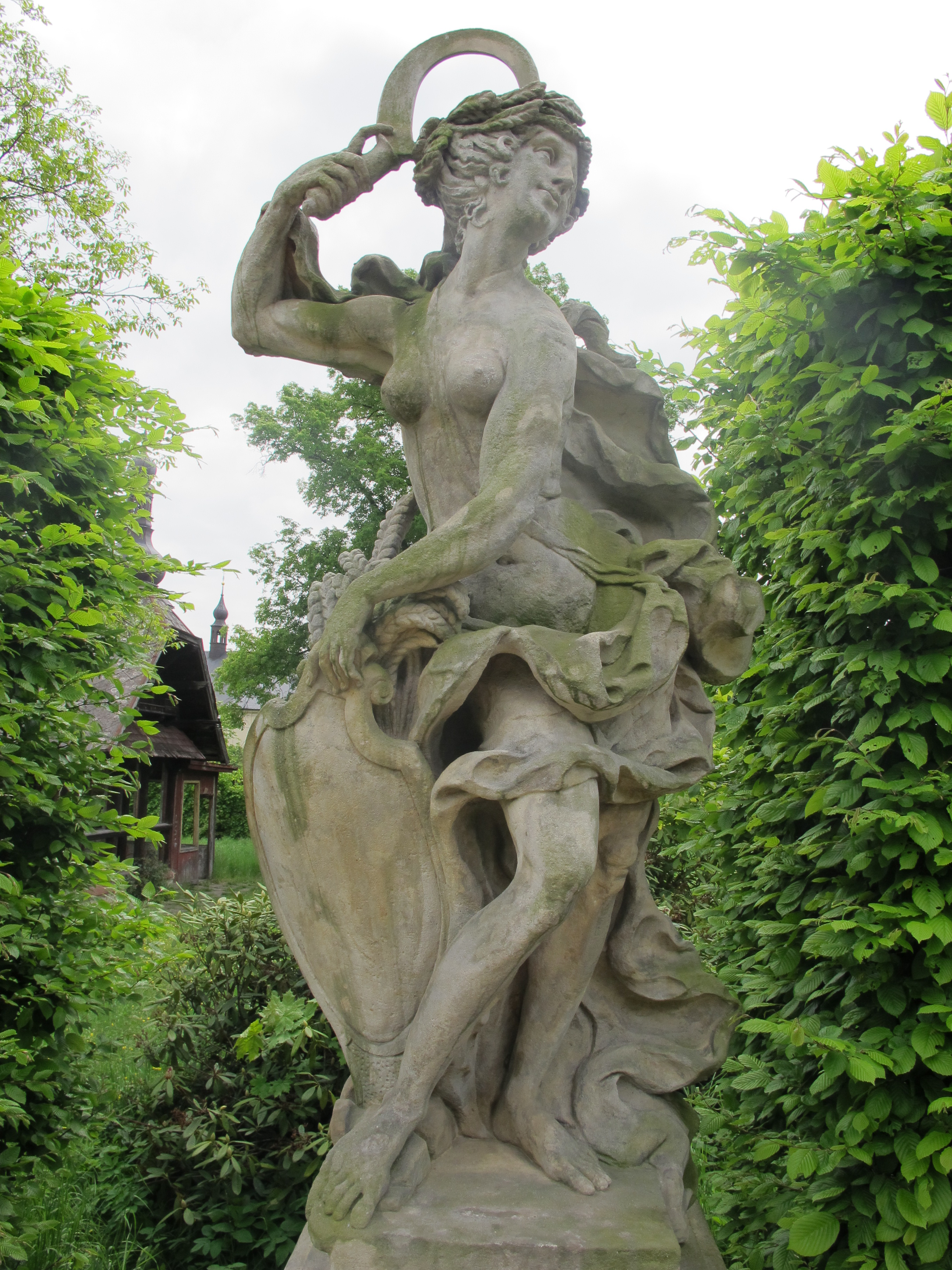
Alegorická socha Srpen
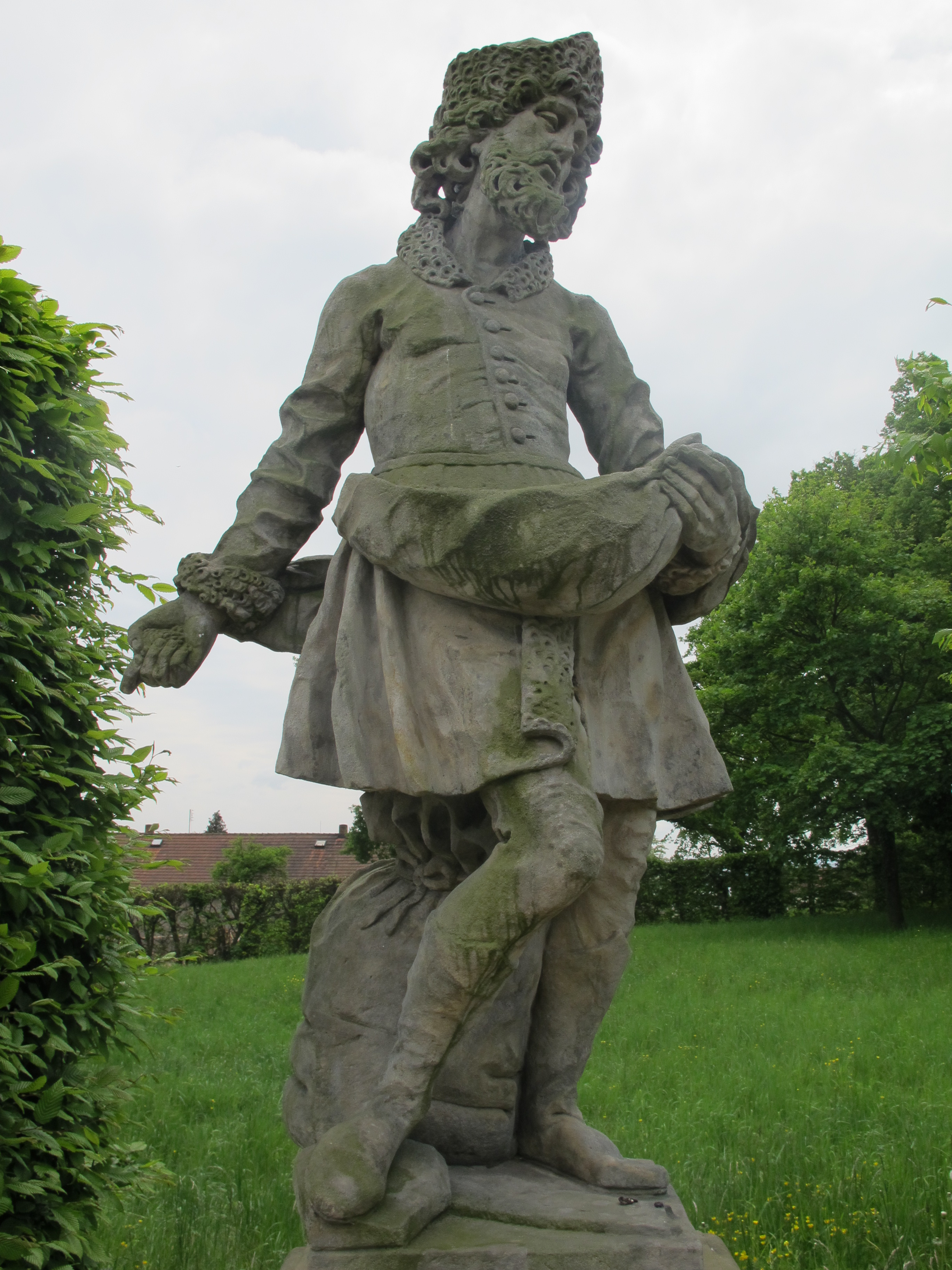
Alegorická socha Září
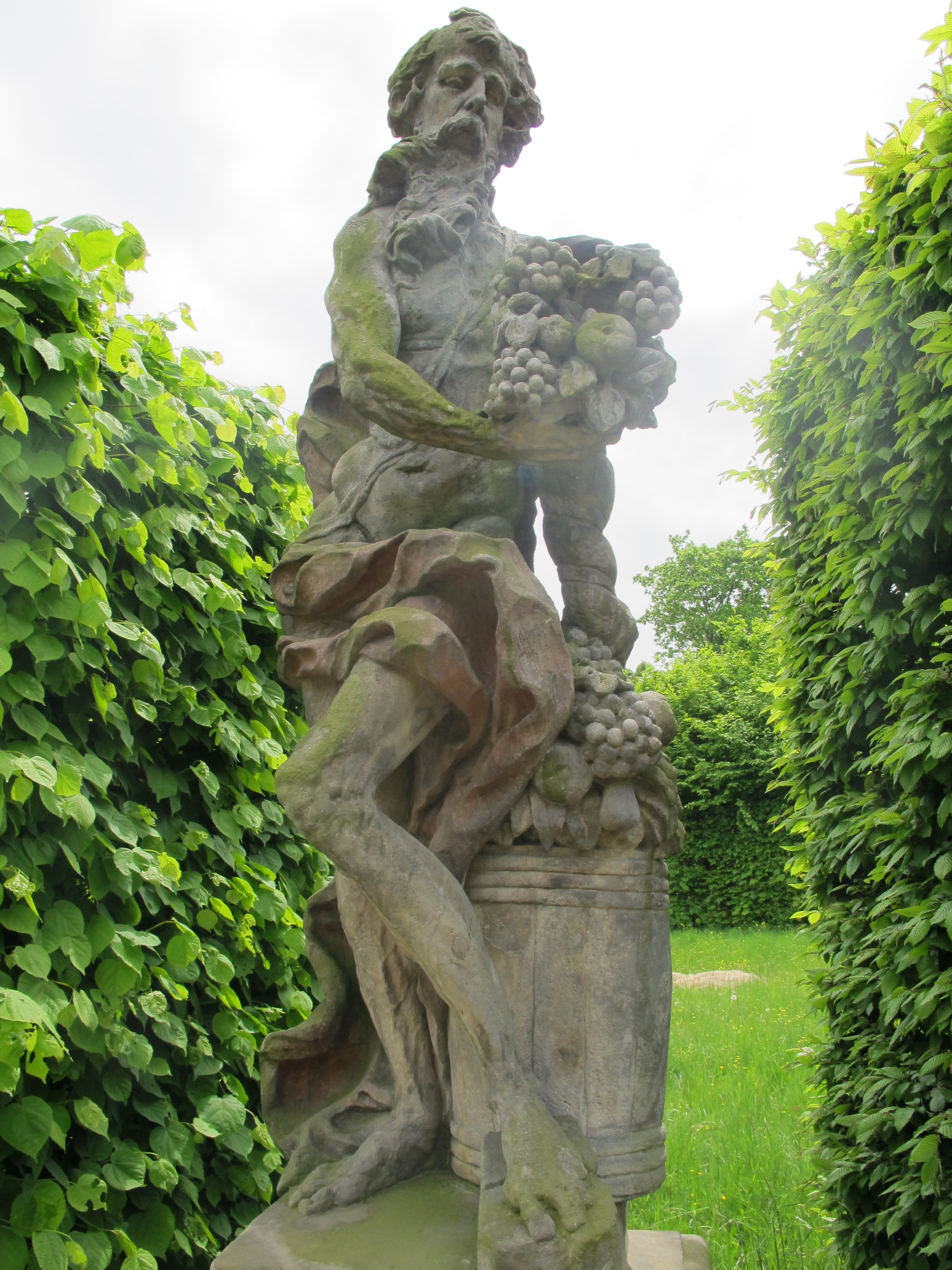
Alegorická socha Říjen
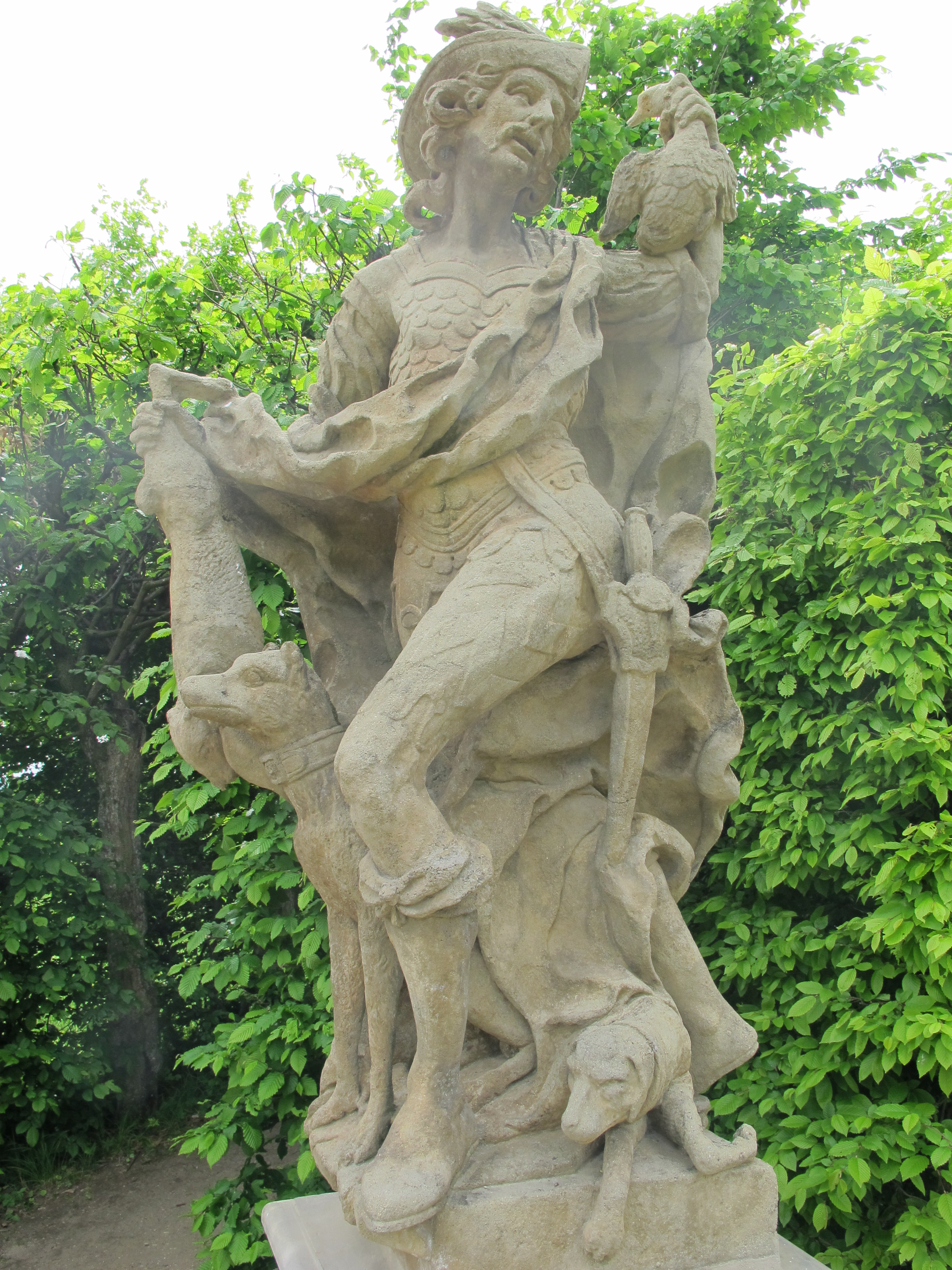
Alegorická socha Listopad
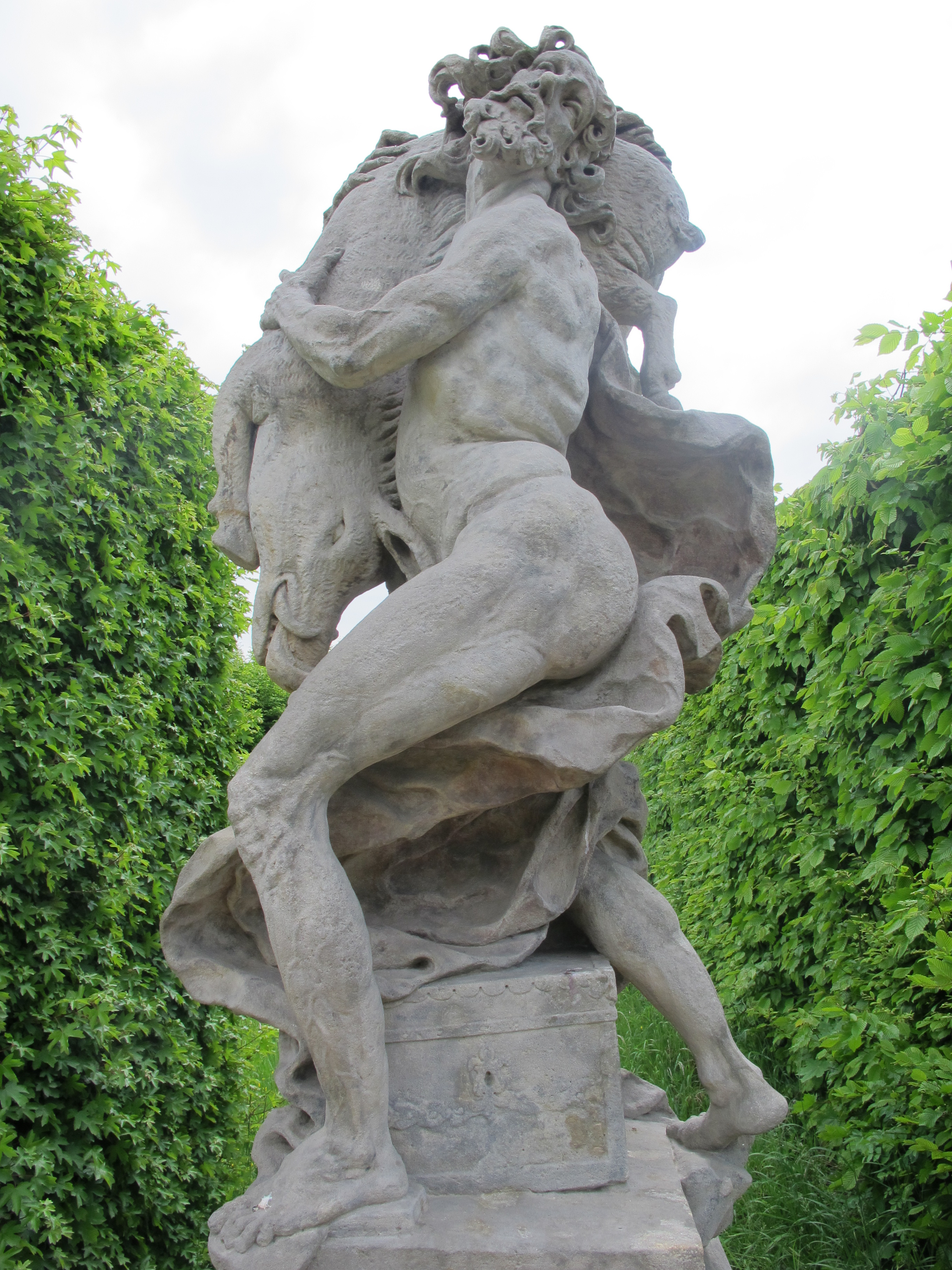
Alegorická socha Prosinec